# Jakovasauři
Jakovasauři (v anglickém originále Jakovasaurs) je čtvrtý díl třetí řady amerického komediálního animovaného televizního seriálu Městečko South Park. 

## Děj
Chlapci objeví dva Jakovasury. Město jim věnuje dům a pomůže jim se rozmnožit. Městu začíná Jakovasauří rodinka vadit, a tak starostka vymyslí soutěž, ve které vítěz vyhraje placenou dovolenou pro sebe a svoji rodinu. Strážník Barbrady, který měl od starostky za úkol soutěž schválně prohrát, zodpoví nejvíce správných odpovědí. Jakovasaurus nezodpoví ani na jednu otázku dobře, ale soutěž z nějakého neznámého důvodu vyhraje. Jakovasauři nakonec odletí do Francie, kde jsou mezi místními populární.